# Rainer Bonhorst
Rainer Bonhorst (* 8. November 1942 in Nürnberg) ist ein deutscher Journalist und Autor.
Bonhorst arbeitete zunächst bei der Westdeutschen Allgemeinen Zeitung (WAZ) und war für sie und weitere deutsche und österreichische Zeitungen als Korrespondent in London und Washington tätig. Danach arbeitete er bei der WAZ als stellvertretender Chefredakteur. Von  1994 bis 2009 war er Chefredakteur der Augsburger Allgemeinen Zeitung und ging Ende 2009 in den Ruhestand. Er war bis zu seiner Pensionierung Mitglied des Hochschulrates der Hochschule Augsburg. Seither arbeitet er als freier Journalist und TV-Moderator. Er ist regelmäßiger Autor der Achse des Guten.

## Werke
- George Bush. Der neue Mann im Weißen Haus. Lübbe, Bergisch Gladbach 1988, ISBN 3-404-61138-1.
- Dr. Antonia Cervinski-Querenburg. Daaf ich maa am Rotkohl?, Henselowsky Boschmann, Bottrop, 1992, ISBN 978-3922750178.
- Dr. Antonia Cervinski-Querenburg. Aus meine Tagebücher 1993. Harenberg, Dortmund 1993, ISBN 3-611-00315-8.
- Dr. Antonia Cervinski-Querenburg: Daaf ich Sie noch ma wat lernen?, Henselowsky Boschmann, Bottrop, 2010, ISBN 978-3922750475
- Dr. Antonia Cervinski-Querenburg erzählt dat Ruhrgebiet seine Geschichte. Henselowsky Boschmann, Bottrop 2011, ISBN 978-3-942094-18-4.
- Blick in die Geschichte. 100 historische Streifzüge mit Rainer Bonhorst. Augsburger Allgemeine Exklusiv, Augsburg, 2017, ISBN 978-3-94628-200-6

### Tonträger
- Dr. Antonia Cervinski-Querenburg. Daaf ich Sie noch ma wat lesen? Henselowsky Boschmann, Bottrop 2005, ISBN 3-922750-61-3.